# 聴猫芝居
聴猫 芝居（きねこ しばい、男性、1986年 - ）は日本の小説家。主にライトノベルで活躍する。

## 経歴
2011年、『あなたの街の都市伝鬼!』で第18回電撃小説大賞《金賞》を受賞し、同作でデビュー。

## 作品リスト

### 単著
- 『あなたの街の都市伝鬼!』シリーズ、電撃文庫、全3巻
- 『ネトゲの嫁は女の子じゃないと思った?』シリーズ、電撃文庫、全23巻

### シナリオ
- テレビアニメ『ネトゲの嫁は女の子じゃないと思った?』（第9話）